# Bộ tiền xử lý
Trong khoa học máy tính, bộ tiền xử lý là một chương trình xử lý các dữ liệu đầu vào thành các đầu ra. Các đầu ra này tiếp tục được sử dụng là đầu vào của một chương trình khác. Các đầu ra được coi là dạng tiền xử lý của dữ liệu đầu vào, thường được sử dụng bởi các chương trình tiếp theo như các trình biên dịch. Số lượng và các dạng xử lý làm được tùy thuộc vào tính tự nhiên của bộ tiền xử lý; một số bộ tiền xử lý chỉ có khả năng thực thi văn bản đơn giản và mở rộng vĩ mô, trong khi số khác có toàn quyền của một ngôn ngữ lập trình chính thức.
Ví dụ phổ biến trong lập trình máy tính là quá trình xử lý mã nguồn trước khi đến bước biên dịch tiếp theo. Trong một số ngôn ngữ máy tính (C và PL/I), có một chu kì biên dịch gọi là tiền xử lý.

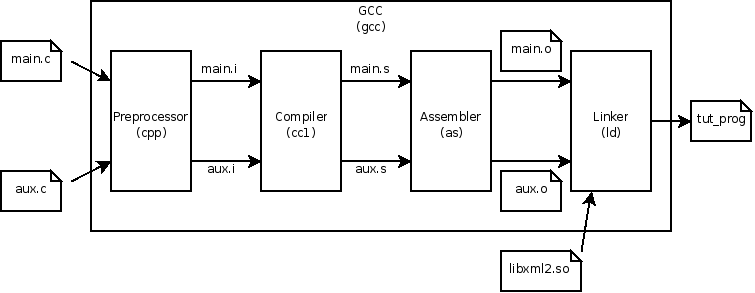
Mô tả quá trình tiền xử lý là bước đầu tiên để xử lý mã nguồn thành chương trình thực thi. Các đầu ra của bộ tiền xử lý được xem là đầu vào của quá trình biên dịch kế tiếp.

## Bộ tiền xử lý từ vựng
Bộ tiền xử lý từ vựng là mức thấp nhất trong bộ tiền xử lý. Quá trình này chỉ phân tích từ vựng và thực thi các văn bản nguồn trước khi phân tích cú pháp, bằng cách thay thế các chuỗi ký tự phân tích từ vựng thành các mã ký tự chuỗi, theo tập luật được định nghĩa trước. Thông thường, quá trình này sẽ thực thi các thay thế macro, tập tin đầu của các tập tin khác và điều kiện biên dịch hoặc bao gồm.